# Monte Toc
Il Monte Toc è una montagna delle Prealpi Carniche alta 1.921 m. Situato sul confine tra il Friuli-Venezia Giulia e il Veneto, tra la valle del Piave e la valle del Vajont (Alta Valcellina). È divenuto tristemente famoso per il disastro del Vajont: il 9 ottobre 1963 una colossale frana cadde dai fianchi dirupati del monte nel lago artificiale sottostante, causando un'onda anomala che straripò oltre la diga del Vajont, distruggendo diverse frazioni di Erto e Casso e di Longarone, provocando 1917 morti.

## Origine del toponimo
L'origine del toponimo proviene dalla parlata locale: la radice toc in gran parte del triveneto significa "pezzo". Il toponimo potrebbe però condividere lo stesso etimo dell'aggettivo lingua friulana patoc che significa "zuppo" o "marcio", indica anche qualcosa di "guasto", "avariato", "sfatto".
Il monte viene nominato, in una sentenza emessa dall'abate di Sesto in Cimolais il 20 settembre 1558, contro "Sier Domenego Zandonà e i suoi consorti di Chias per il taglio abusivo del bosco di Tocco di spettanza dell'abbazia." Probabilmente i Cassani, avendo esaurito le risorse boschive, o per aumentare la loro superficie prativa per i pascoli, furono costretti a rivolgere il loro interesse ai boschi della sponda opposta al torrente Vajont, sottraendo così i beni abbaziali.
Cartografie risalenti al 1608 e successive che riportano la dicitura Bosco del Toccho, indicante un bosco nella zona superiore del piano, e Monte del Toccho indicante il monte.
Il vero significa della parola patoc è senza terra. 
Montagna senza terra, tok- terra,  patok-senza terra 

## Storia
Le pendici del monte Toc erano più fertili rispetto al monte Salta, monte sul quale si trovano i paesi di Erto e Casso. I contadini di Casso, infatti, attraversando i diversi ponti sul torrente Vajont, arrivavano nei loro pascoli con il bestiame. Si poteva accedere alle pendici del versante del Toc attraverso quattro mulattiere, tre ponti sul torrente Vajont e svariati sentieri. Il versante facente parte della frana precipitata nel 1963, aveva numerosi toponimi. Per citarne alcuni: Cànever, Pianafòi, Rove de Ranz, (la frana del 4 novembre 1960) Pian della Paùsa (Pian della Pozza), Baracca del Vecio, Foss, Col de Piarin. Su queste località sorgevano numerose case, malghe e "casere" usate specialmente nel periodo estivo dagli abitanti di Casso.
La SADE, durante la costruzione della diga, fece costruire una strada circumlacuale, passante sopra la diga permettendo di raggiungere la sponda del Toc, con mezzi motorizzati.

## Morfologia
La sua morfologia è prevalentemente di tipo dolomitico e trova origine nell'era della glaciazione dove, successivamente, il torrente Vajont si scavò una profonda gola, sino a gettarsi nel Piave.